# La Ribera (Ávila)

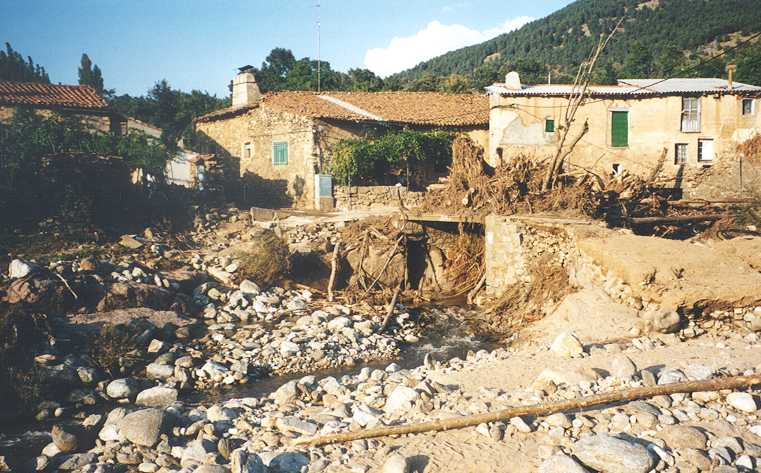
Casas de La Ribera tras la riada del 1 de septiembre de 1999.

La Ribera es una pedanía o anejo del municipio de Villafranca de la Sierra, al sudoeste de la provincia de Ávila, en Castilla y León, España.
Está situada junto al río Corneja y comunicada con el casco urbano de Villafranca de la Sierra a través de una carretera local de aproximadamente kilómetro y medio de longitud.
Este anejo fue poblado en un principio por familias de molineros cuyo medio de vida era la molienda y el cultivo de judías y árboles frutales, gracias al caudal del río Corneja, que por medio de canales y regaderas a su paso por las huertas regaba los cultivos.
Con el paso del tiempo la Ribera se fue poblando también de agricultores y ganaderos que aprovechaban las praderas para que pastaran sus ganados y crecieran sus cultivos. Además en las aguas del río podían pescar truchas comunes.
Debido al notable incremento de la población, hacia el año 1945 se tuvo que construir una escuela mixta a la que acudían los niños del lugar. 
En la actualidad los molinos están es desuso o derruidos.Uno de ellos sin embargo logró ser recuperado; en otoño de 2011 finalizó la rehabilitación del molino del "Tío Alberto", situado en la parte más alta de La Ribera. Se trata de un antiguo molino de finales del siglo XVII en perfecto estado de uso, que ha quedado abierto al público como museo del agua en el Valle del Corneja.
Hoy en día la localidad cuenta con 3 habitantes. No obstante, durante los veranos vuelven algunos de ellos, así como sus descendientes, a disfrutar de algunos días de descanso.[cita requerida]